# Handball aux Jeux africains de 1965
Navigation
Jeux africains 1973
La compétition de handball aux Jeux africains de 1965 a lieu du 18 au 25 juillet 1965 à Brazzaville en République du Congo
Seul un tournoi masculin réunissant 7 équipes a eu lieu et a été remporté par la République arabe unie, vainqueur en finale de la Côte d'Ivoire.

## Équipes qualifiées
- Cameroun
- Côte d'Ivoire
- Dahomey (Aujourd'hui Bénin)
- République arabe unie (Aujourd'hui Égypte)
- Madagascar
- Sénégal
- Tunisie

Le pays hôte, le Congo, n'a pas présenté d'équipe.

## Résultats

### Premier tour
|  | Qualifiée pour la phase finale |  | Éliminé |

|   | Équipe        | Pts | J | G | N | P | Bp | Bc | Diff |
| - | ------------- | --- | - | - | - | - | -- | -- | ---- |
| 1 | Côte d'Ivoire | 5   | 3 | 2 | 1 | 0 | 00 | 00 |      |
| 2 | Tunisie       | 3   | 3 | 1 | 1 | 1 | 00 | 00 |      |
| 3 | Cameroun      | 2   | 3 | 1 | 0 | 2 | 00 | 00 |      |
| 4 | Sénégal       | 2   | 3 | 1 | 0 | 2 | 00 | 00 |      |

| Équipe 1      | Score     | Équipe 2 |
| ------------- | --------- | -------- |
| Côte d'Ivoire | match nul | Tunisie  |
| Sénégal       | ? - ?     | Cameroun |
| Cameroun      | 13 - 12   | Tunisie  |
| Côte d'Ivoire | ? - ?     | Sénégal  |
| Tunisie       | 10 - 2    | Sénégal  |
| Côte d'Ivoire | 15 - 14   | Cameroun |

|   | Équipe                | Pts | J | G | N | P | Bp | Bc | Diff |
| - | --------------------- | --- | - | - | - | - | -- | -- | ---- |
| 1 | République arabe unie | 4   | 2 | 2 | 0 | 0 | 00 | 00 |      |
| 2 | Madagascar            | 2   | 2 | 1 | 0 | 1 | 00 | 00 |      |
| 3 | Dahomey               | 0   | 2 | 0 | 0 | 2 | 00 | 00 |      |

| Équipe 1              | Score | Équipe 2   |
| --------------------- | ----- | ---------- |
| République arabe unie | ? - ? | Madagascar |
| Madagascar            | ? - ? | Dahomey    |
| République arabe unie | 27-10 | Dahomey    |

### Phase finale
|  | Demi-finales          | Demi-finales  |                        |    | Finale | Finale |
|  | Demi-finales          | Demi-finales  |                        |    | Finale | Finale |
|  |                       |               |                        |    |        |        |
|  |                       |               |                        |    |        |        |
|  |                       |               |                        |    |        |        |
|  | République arabe unie | 7             |                        |    |        |        |
|  | République arabe unie | 7             |                        |    |        |        |
|  | Tunisie               | 6             |                        |    |        |        |
|  | Tunisie               | 6             | République arabe unie  | 22 |        |        |
|  |                       |               | République arabe unie  | 22 |        |        |
|  |                       | Côte d'Ivoire | 7                      |    |        |        |
|  | Côte d'Ivoire         | Côte d'Ivoire | 7                      | 15 |        |        |
|  | Côte d'Ivoire         |               |                        | 15 |        |        |
|  | Madagascar            | 14            |                        |    |        |        |
|  | Madagascar            | 14            | Match pour la 3e place |    |        |        |
|  |                       |               |                        |    |        |        |
|  |                       |               |                        |    |        |        |
|  |                       |               |                        |    |        |        |
|  | Tunisie               | 13            |                        |    |        |        |
|  | Tunisie               | 13            |                        |    |        |        |
|  | Madagascar            | 10            |                        |    |        |        |
|  | Madagascar            | 10            |                        |    |        |        |

## Classement final
Le classement final de la compétition est :
| Rang                        | Pays                  |
| --------------------------- | --------------------- |
| Médaille d'or, Afrique      | République arabe unie |
| Médaille d'argent, Afrique  | Côte d'Ivoire         |
| Médaille de bronze, Afrique | Tunisie               |
| 4                           | Madagascar            |
| 5                           | Cameroun              |
| 6                           | Sénégal               |
| 7                           | Dahomey               |

## Source
- Couverture des Jeux pendant leur déroulement par le journal La Presse de Tunisie.
- « Premiers Jeux africains : Brazzaville (Congo) - 18 - 25 juillet 1965 », Hand-ball : bulletin fédéral, Fédération française de handball, no 20,‎ septembre 1965 (lire en ligne, consulté le 12 juillet 2021)
- (en) « Men Handball I All Africa Games 1965 Brazzaville (CGO) 16-24.07 - Winner Egypt », sur todor66.com (consulté le 12 juillet 2021)